# Islandiana lasalana
Islandiana lasalana är en spindelart som först beskrevs av Chamberlin och Ivie 1935.  Islandiana lasalana ingår i släktet Islandiana och familjen täckvävarspindlar. Inga underarter finns listade i Catalogue of Life.